# ريبيكا أتكينسون (ممثلة)
ريبيكا أتكينسون (بالإنجليزية: Rebecca Atkinson)‏ هي ممثلة بريطانية، ولدت في 31 يوليو 1983 في سالفورد في المملكة المتحدة.

## وصلات خارجية
- ريبيكا أتكينسون على موقع IMDb (الإنجليزية)
- ريبيكا أتكينسون على موقع قاعدة بيانات الفيلم (الإنجليزية)